# Ödön Zombori
Ödön Zombori (né le 22 septembre 1906 à Szenta et mort le 29 novembre 1989 à Budapest) est un lutteur hongrois, pratiquant la lutte gréco-romaine et la lutte libre.
Il dispute trois éditions des Jeux olympiques. Il est éliminé au cinquième tour par l'Italien Giovanni Gozzi en 1928 à Paris en lutte gréco-romaine, catégorie poids coqs. Il remporte la médaille d'argent en 1932 à Los Angeles en lutte libre (catégorie poids coqs), et la médaille d'or  en lutte libre (catégorie poids coqs) en 1936 à Berlin.
Il remporte aussi aux Championnats d'Europe cinq médailles : une médaille d'or en lutte libre (poids coqs) en 1931, une médaille d'or en lutte gréco-romaine (poids coqs) en 1933, une médaille d'or en lutte libre (poids coqs) en 1933, une médaille d'argent en lutte gréco-romaine (poids coqs) en 1934 et une médaille de bronze en lutte gréco-romaine (poids plumes) en 1930.
Il est le frère du lutteur Gyula Zombori.